# Agustín Menéndez Campiña
Agustín Menéndez Campiña, més conegut com a "Guti", és un exfutbolista asturià. Va néixer a Candás el 21 d'agost de 1968. Ocupava la posició de defensa.

## Trajectòria
Va començar a destacar a l'Sporting de Gijón. Al l'equip asturià, tot i romandre-hi diverses temporades, tan sols va disputar un partit a primera divisió, a la campanya 92/93. La temporada 94/95 marxa al CD Leganés, de Segona Divisió, on juga tres partits.